# Wolfenbüttel

Wolfenbüttel este un oraș din landul Saxonia Inferioară, Germania. situat pe râul Oker aproximativ 13 de kilometri sud de Brunswick. Este sediul Districtul Landkreis și a episcopului Bisericii de Stat Protestantă Luterană din Brunswick. De asemenea, este cel mai sudic din cele 172 orașe din nordul Germaniei a căror nume se termină cu büttel, însemnând "reședință" sau "așezare".

## Istorie
Nu se știe când a fost fondat Wolfenbüttel, dar a fost menționat pentru prima dată în 1118 ca Wulferisbutle. Prima așezare a fost, probabil, limitată la o insuliță mică în râul Oker.
Wolfenbüttel a devenit reședința ducilor de Brunswick în 1432. De-a lungul următoarelor trei secole a crescut a fi un centru al artelor și personaje cum ar fi Michael Praetorius, Johann Rosenmüller, Gottfried Leibniz și Gotthold Ephraim Lessing care au locuit acolo. Instanța ducală în cele din urmă a revenit la Braunschweig în 1753 și, ulterior, Wolfenbüttel a pierdut în importanță.
Bătălia de la Wolfenbüttel, o parte din războiul de treizeci de ani, a fost purtată aici, în iunie 1641, când suedezii sub controlul lui Wrangel și contele de Königsmark au învins austriecii sub controlul arhiducelui Leopold de Habsburg.
Compozitorul Johann Rosenmüller, care a trebuit să plece din Germania ca urmare a acuzațiilor de homosexualitate și mai mulți ani petrecuți în exil, a petrecut ultimii ani în Wolfenbüttel și a murit acolo, în 1684.
In secolul al XVIII-lea, Gotthold Ephraim Lessing instaurat biblioteca ducală, Herzog - August- Bibliothek și a stabilit una dintre primele biblioteci de împrumut din Europa Iluminară.
În timpul celui de-al Doilea Război Mondial, închisoarea orașului a devenit un loc mare de executare a prizonierilor Gestapoului. Cele mai multe dintre persoanele executate au fost membri ai diverselor grupuri de rezistență. O astfel de victimă a fost Dom Lambert, un călugăr de Ligugé Abbey din Franța, care a fost decapitat acolo la 3 decembrie 1943.

## Obiective principale
- Castelul Schloss Wolfenbüttel. În 1866, castelul a devenit școală de fete. Astăzi o parte din clădire este folosit ca un liceu; adaposteste, de asemenea, un exemplu foarte bun de apartamente de stat, care sunt deschise pentru public ca un muzeu. Castelul Schloss Wolfenbüttel

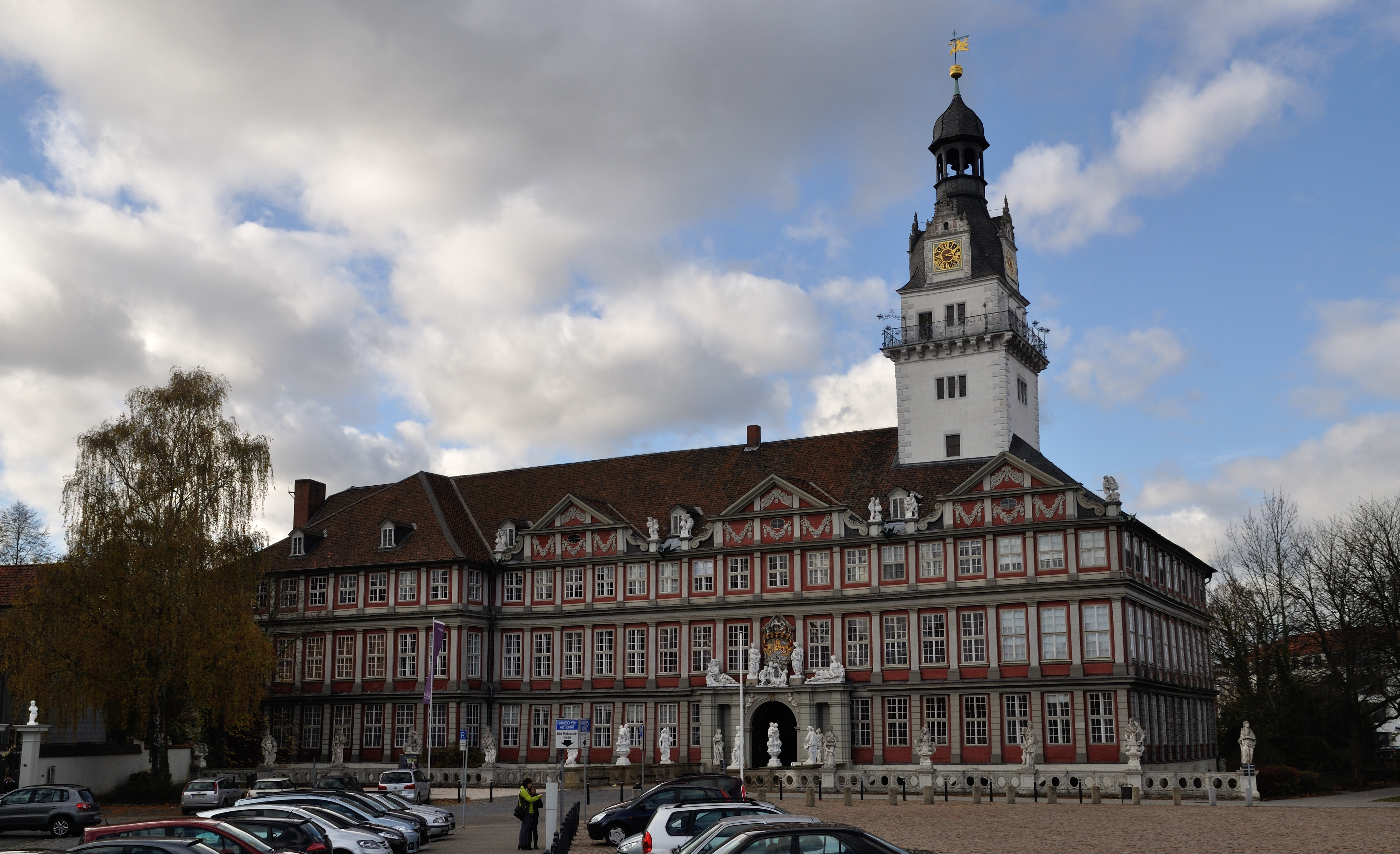
Castelul Schloss Wolfenbüttel

- Herzog - August- Bibliothek, biblioteca ducală, adăpostește una dintre cele mai mari și mai cunoscute colecții de cărți vechi din lume. Este deosebit de bogată în biblii, incurabile și cărți din perioada Reformei, cu aproximativ 10.000 de manuscrise. Ea a fost fondată în anul 1572 și refăcută într-o interpretare a Panteonului din 1723, este construită față în față cu castelul; clădirea bibliotecii prezente a fost construită în 1886. Leibniz și Lessing au lucrat în această bibliotecă, Lessing ca bibliotecar. Codex Carolinus este una dintre puținele texte rămase în limba gotică. Biblioteca găzduiește, de asemenea, biblia Henry Leul, o carte păstrată în stare foarte bună, aproape din anul 1170.
- Klein - Venedig. Un ansamblu pitoresc construit de o parte și de alta de-a lungul râului Oker, construită în secolul al XVIII-lea.

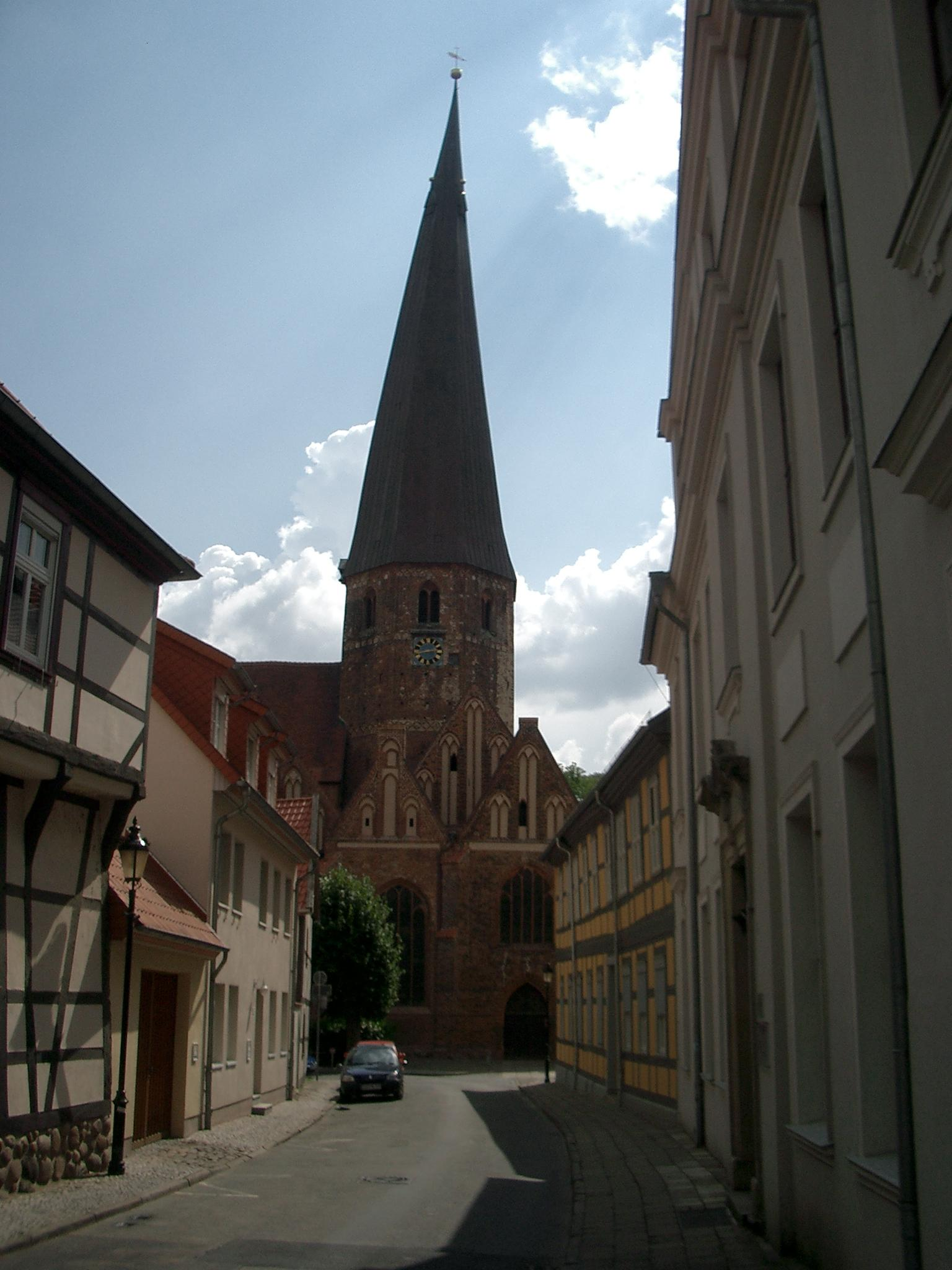
Biserica Marienkirche

- Biserica MarienkircheBisericile Marienkirche, construită în secolul al XVII-lea și Sf. Trinitatiskirche, construită în secolul al XVIII-lea.

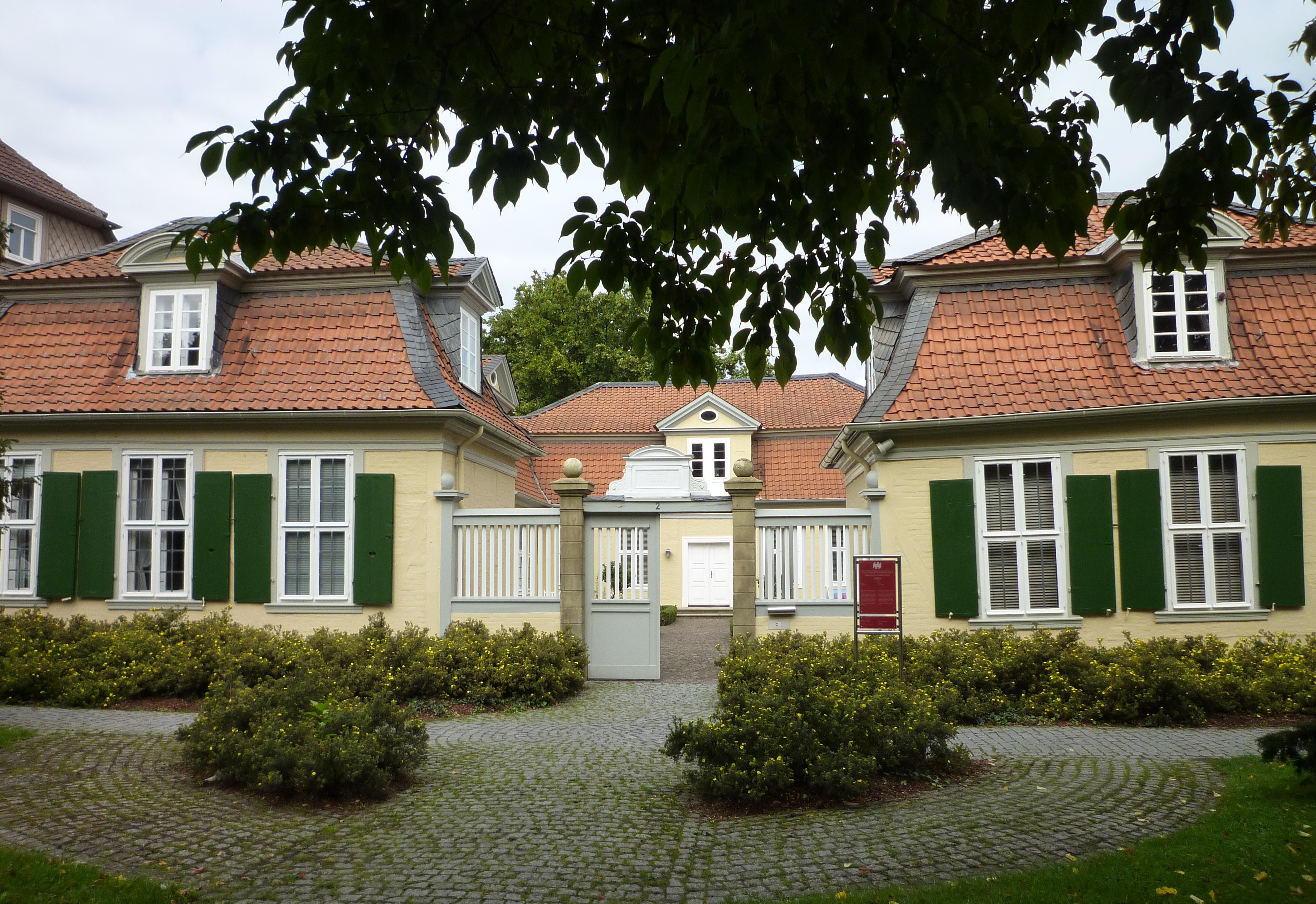
Reședința lui Gotthold Lessing

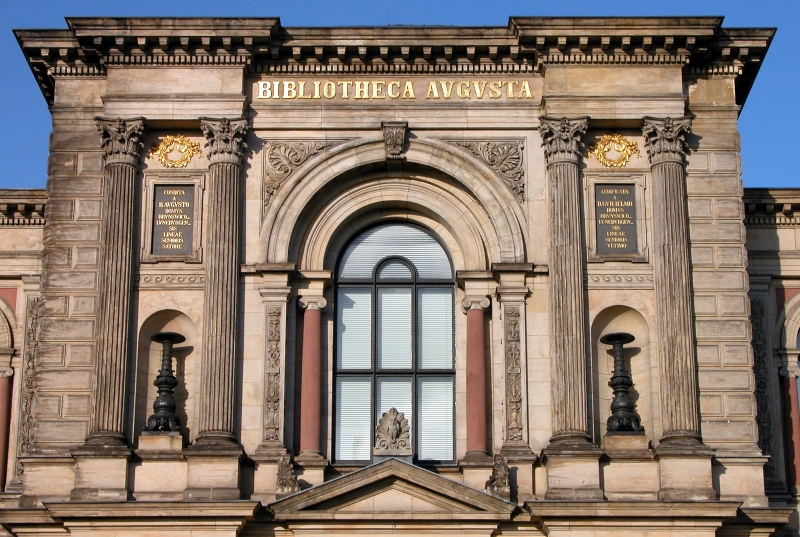
Portalul deasupra intrării în bibliotecă

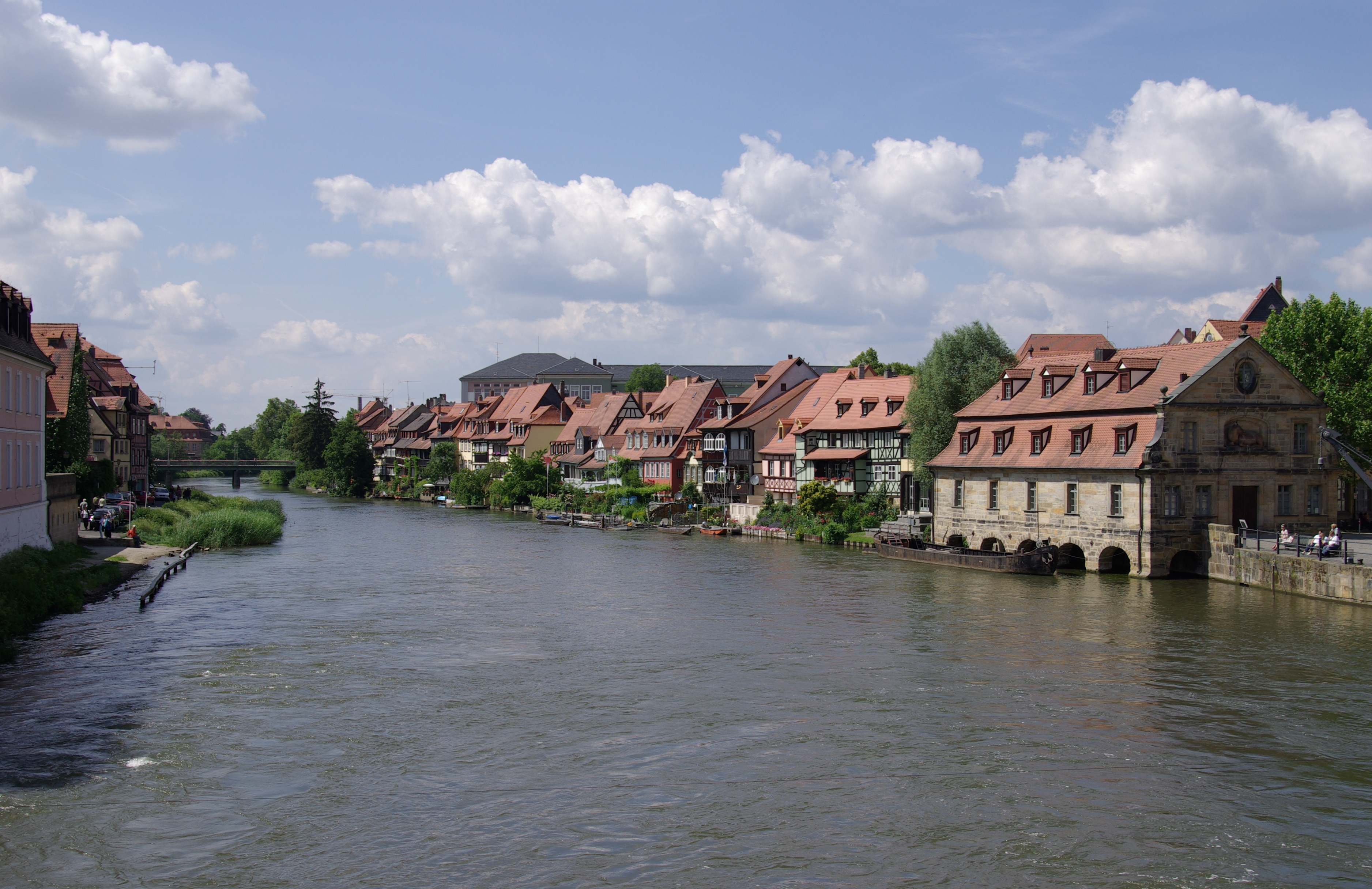
Klein Venedig

## Cultură
Wolfenbüttel este casa a mai multor departamente ale Universității Ostfalia, precum și Lessing Akademie, o organizație pentru studiul operelor lui Lessing. Este, de asemenea, aici Niedersächsisches Staatsarchiv, arhivele de stat din Saxonia Inferioară.
Băutura Jägermeister este distilată in Wolfenbüttel și sediul Mast Jägermeister este încă localizat acolo.
Wolfenbüttel a găzduit în 2009, în trei zile, Campionatul Internațional German de tragere a autobuzelor, în care echipe de cinci persoane au tras un autobuz de 16 de tone la 30 de metri.

## Personalități născute aici
- Anna Amalia de Brunswick-Wolfenbüttel (1739 - 1807), prințesă;
- Elisabeth Christine de Brunswick-Lüneburg (1746 - 1840), prințesă.

## Orașe înfrățite
- Sèvres, Franța
- Kenosha, Wisconsin, Statele Unite
- Satu Mare, România
- Kamienna Góra, Polonia
- Rhondda Cynon Taf, Țara Galilor

1. ↑  Alle politisch selbständigen Gemeinden mit ausgewählten Merkmalen am 31.12.2018 (4. Quartal) (în germană), Statistisches Bundesamt[*], arhivat din original la 10 martie 2019, accesat în 10 martie 2019